# Afghanistan ved OL
Afghanistan har deltaget i 13 udgaver af de olympiske sommerlege. Nationen har aldrig deltaget i nogen olympiske vinterlege.
Landets første optræden ved de olympiske lege var ved legene i Berlin 1936. Landet har haft en delegation af sted ved stort set alle sommerlege siden dengang.
Afghanistan har vundet to medaljer ved OL: én ved sommer-OL 2008 og én ved sommer-OL i 2012, begge bronzemedaljer af taekwondokæmperen Rohullah Nikpai.

## Medaljeoversigt
Uddybende artikel: Olympisk medaljetabel.
| Afghanistans medaljer ved de olympiske sommerlege | Afghanistans medaljer ved de olympiske sommerlege | Afghanistans medaljer ved de olympiske sommerlege | Afghanistans medaljer ved de olympiske sommerlege | Afghanistans medaljer ved de olympiske sommerlege | Afghanistans medaljer ved de olympiske sommerlege |
| ------------------------------------------------- | ------------------------------------------------- | ------------------------------------------------- | ------------------------------------------------- | ------------------------------------------------- | ------------------------------------------------- |
| Lege                                              | Guld                                              | Sølv                                              | Bronze                                            | Totalt                                            | Rang                                              |
| 1936 Berlin                                       | 0                                                 | 0                                                 | 0                                                 | 0                                                 | -                                                 |
| 1948 London                                       | 0                                                 | 0                                                 | 0                                                 | 0                                                 | -                                                 |
| 1952 Helsingfors                                  | Deltog ikke                                       | Deltog ikke                                       | Deltog ikke                                       | Deltog ikke                                       | Deltog ikke                                       |
| 1956 Melbourne                                    | 0                                                 | 0                                                 | 0                                                 | 0                                                 | -                                                 |
| 1960 Rom                                          | 0                                                 | 0                                                 | 0                                                 | 0                                                 | -                                                 |
| 1964 Tokyo                                        | 0                                                 | 0                                                 | 0                                                 | 0                                                 | -                                                 |
| 1968 Mexico City                                  | 0                                                 | 0                                                 | 0                                                 | 0                                                 | -                                                 |
| 1972 München                                      | 0                                                 | 0                                                 | 0                                                 | 0                                                 | -                                                 |
| 1976 Montréal                                     | Deltog ikke                                       | Deltog ikke                                       | Deltog ikke                                       | Deltog ikke                                       | Deltog ikke                                       |
| 1980 Moskva                                       | 0                                                 | 0                                                 | 0                                                 | 0                                                 | -                                                 |
| 1984 Los Angeles                                  | Deltog ikke                                       | Deltog ikke                                       | Deltog ikke                                       | Deltog ikke                                       | Deltog ikke                                       |
| 1988 Seoul                                        | 0                                                 | 0                                                 | 0                                                 | 0                                                 | -                                                 |
| 1992 Barcelona                                    | Deltog ikke                                       | Deltog ikke                                       | Deltog ikke                                       | Deltog ikke                                       | Deltog ikke                                       |
| 1996 Atlanta                                      | 0                                                 | 0                                                 | 0                                                 | 0                                                 | -                                                 |
| 2000 Sydney                                       | Deltog ikke                                       | Deltog ikke                                       | Deltog ikke                                       | Deltog ikke                                       | Deltog ikke                                       |
| 2004 Athen                                        | 0                                                 | 0                                                 | 0                                                 | 0                                                 | -                                                 |
| 2008 Beijing                                      | 0                                                 | 0                                                 | 1                                                 | 1                                                 | 80                                                |
| 2012 London                                       | 0                                                 | 0                                                 | 1                                                 | 1                                                 | 79                                                |
| 2016 Rio de Janeiro                               | 0                                                 | 0                                                 | 0                                                 | 0                                                 | -                                                 |
| 2020 Tokyo                                        | 0                                                 | 0                                                 | 0                                                 | 0                                                 |                                                   |
| Totalt                                            | 0                                                 | 0                                                 | 2                                                 | 2                                                 |                                                   |

## Medaljevindere
| Medalje | Navn            | År           | Sport     | Øvelse     |
| ------- | --------------- | ------------ | --------- | ---------- |
| Bronze  | Rohullah Nikpai | 2008 Beijing | Taekwondo | 58 kg mænd |
| Bronze  | Rohullah Nikpai | 2012 London  | Taekwondo | 68 kg mænd |